# Silhouette (album)
Silhouette là album phòng thu thứ năm của nghệ sĩ saxophone Kenny G, do Arista Records phát hành năm 1988. Album đã đạt vị trí quán quân trên bảng xếp hạng Top Contemporary Jazz Albums chart, thứ 8 trên Billboard 200, và thứ 10 trên R&B/Hip-Hop Albums chart.

## Danh sách track
1. "Silhouette" (Kenny G) - 5:25
2. "Tradewinds" (Kenny G) - 4:12
3. "I'll Be Alright" (lead vocal:Andre Montague) (Douglas Cooper Getschal/Lyndie White) - 4:08
4. "Against Doctor's Orders" (Alan Glass/Kenny G/Preston Glass) - 4:44
5. "Pastel" (Kenny G/Preston Glass/Walter Afanasieff) - 5:44
6. "We've Saved the Best for Last" (lead vocal:Smokey Robinson) (Dennis Matkosky/Lou Pardini) - 4:20
7. "All in One Night" (Kenny G) - 5:19
8. "Summer Song" (Kenny G) - 4:34
9. "Let Go" (Kenny G) - 5:49
10. "Home" (Kenny G) - 4:20

## Đĩa đơn
Information taken from this source.
| Năm  | Tựa đề                          | Vị trí                | Vị trí                              | Vị trí     |
| Năm  | Tựa đề                          | US Adult Contemporary | US Hot R&B/Hip-Hop Singles & Tracks | US Hot 100 |
| ---- | ------------------------------- | --------------------- | ----------------------------------- | ---------- |
| 1988 | "Silhouette"                    | #2                    | #35                                 | #13        |
| 1989 | "Against Doctor's Orders"       |                       | #65                                 |            |
| 1989 | "We've Saved the Best for Last" | #4                    | #18                                 | #47        |